# Platyplectrurus
Platyplectrurus este un gen de șerpi din familia Uropeltidae.

Cladograma conform Catalogue of Life:
| Platyplectrurus | \| \| Platyplectrurus madurensis \| \| \| \| \| \| Platyplectrurus trilineatus \| \| \| \| |
|                 | \| \| Platyplectrurus madurensis \| \| \| \| \| \| Platyplectrurus trilineatus \| \| \| \| |
|                 | Brachyophidium                                                                             |
|                 |                                                                                            |
|                 | Melanophidium                                                                              |
|                 |                                                                                            |
|                 | Plectrurus                                                                                 |
|                 |                                                                                            |
|                 | Pseudotyphlops                                                                             |
|                 |                                                                                            |
|                 | Rhinophis                                                                                  |
|                 |                                                                                            |
|                 | Teretrurus                                                                                 |
|                 |                                                                                            |
|                 | Uropeltis                                                                                  |
|                 |                                                                                            |
|                 | Platyplectrurus madurensis                                                                 |
|                 |                                                                                            |
|                 | Platyplectrurus trilineatus                                                                |
|                 |                                                                                            |

|  | Platyplectrurus madurensis  |
|  |                             |
|  | Platyplectrurus trilineatus |
|  |                             |